# Villa Jean-Baptiste-Luquet
La villa Jean-Baptiste-Luquet est une voie du 15e arrondissement de Paris, en France.

## Situation et accès
La villa Jean-Baptiste-Luquet est une voie publique située dans le 15e arrondissement de Paris. Elle débute au 86, avenue Émile-Zola et se termine au 43 bis, rue des Entrepreneurs.

## Origine du nom
La rue doit son nom à Jean-Baptiste Luquet, ancien propriétaire des terrains.

## Historique
La voie est créée sous le nom provisoire de « voie D/15 » et prend sa dénomination actuelle le 18 juillet 1995. 